# Gibsons
|                       | Jan | Feb   | Mär   | Apr  | Mai  | Jun  | Jul  | Aug  | Sep  | Okt   | Nov   | Dez   |   |         |
| Mittl. Tagesmax. (°C) | 6   | 7,6   | 9,8   | 12,7 | 15,9 | 18,3 | 21   | 21,3 | 18,3 | 13,2  | 8,6   | 6     | ⌀ | 13,3    |
| Mittl. Tagesmin. (°C) | 1,4 | 2,3   | 3,5   | 5,6  | 8,6  | 11,3 | 13,5 | 13,8 | 11,3 | 7,5   | 3,8   | 1,6   | ⌀ | 7       |
|                       |     |       |       |      |      |      |      |      |      |       |       |       |   |         |
| Niederschlag (mm)     | 171 | 142,1 | 124,4 | 93,1 | 80,8 | 67,2 | 46,4 | 45,6 | 61,9 | 133,8 | 209,7 | 193,2 | Σ | 1.369,2 |

| 1,4 |

| 2,3 |

| 3,5 |

| 5,6 |

| 8,6 |

| 11,3 |

| 13,5 |

| 13,8 |

| 11,3 |

| 7,5 |

| 3,8 |

| 1,6 |

| 1,4 |

| 2,3 |

| 3,5 |

| 5,6 |

| 8,6 |

| 11,3 |

| 13,5 |

| 13,8 |

| 11,3 |

| 7,5 |

| 3,8 |

| 1,6 |

Gibsons ist eine kleine Stadt im südlichen Bereich der Sunshine Coast, in der kanadischen Provinz British Columbia. Die Gemeinde liegt etwa 40 Kilometer Luftlinie nordwestlich von Vancouver auf der Sechelt Peninsula und gehört zum Sunshine Coast Regional District. Die Ortschaft liegt an der Strait of Georgia und am Eingang zum Howe Sound.

## Geschichte
Ursprünglich wurde das Land von den First Nations besiedelt, daher geht die Geschichte weiter zurück als die durch europäische Einwanderer dominierte Geschichtsschreibung. In der Gegend um das heutige Gibsons lebten und leben hauptsächlich die Squamish, aber auch die Sechelt.
Der „europäische“ Teil der Geschichte in dieser Region beginnt, nach der Entdeckung durch die verschiedenen Seefahrer wie George Vancouver im Jahr 1792, auch hier mit der Ankunft der Pelzhändler der Hudson’s Bay Company. Außer durch den Pelzhandel blieb die Region zunächst von europäischen Siedlern weitgehend unberührt. Dies änderte sich erst im späten 19. Jahrhundert.
Die ursprüngliche Ortschaft hieß Gibson's Landing und wurde im Jahr 1886 errichtet, als George Gibson hier mit seinen zwei Söhnen nach einem Schiffsunfall landete. Im Jahr 1938 bekam die Dorfgemeinde, diesen Status hatte die Ansiedlung nach ihrer Anerkennung inzwischen erhalten, ein Post Office. Im Jahr 1947 wurde das Postamt umbenannt und das „Landing“ im Namen fiel weg. Dieselbe Umbenennung erfuhr dann auch die Gemeinde.

## Demographie
Der Zensus im Jahre 2011 ergab für die Gemeinde eine Bevölkerungszahl von 4.437 Einwohnern. Die Bevölkerung der Gemeinde hatte dabei im Vergleich zum Zensus von 2006 um 6,1 % zugenommen und liegt damit etwas unter dem Trend für den Durchschnitt der gesamten Provinz Britisch Columbia, wo die Bevölkerung zeitgleich um 7,0 % anwuchs. Mit einem Durchschnittsalter von 51,4 Jahren ist die Bevölkerung hier allerdings auch deutlich älter als in der restlichen Provinz, welche im Durchschnitt ein Alter von 41,9 Jahren hat.

## Bildung
Gibsons gehört zu School District #46 Sunshine Coast, welche für die Gemeinden an der Sunshine Coast zuständig ist und hier seinen Sitz hat. In der kleinen Gemeinde findet sich eine elementary school und eine secondary school.

## Politik
Die Zuerkennung der kommunalen Selbstverwaltung für die Ansiedlung erfolgte am 4. März 1929 (incorporated als Village Municipality). Im Laufe der Zeit änderte sich der Status der Ansiedlung mehrfach und seit dem 17. Dezember 1982 hat die Gemeinde den Status einer Kleinstadt (Town).
Bürgermeister der Gemeinde ist Wayne Rower. Zusammen mit vier weiteren Bürgern bildet er für drei Jahre den Rat (Council) der Stadt.

## Wirtschaft
2006 waren, hinsichtlich der Anzahl der Beschäftigten, die wichtigsten Wirtschaftszweige: das herstellende Gewerbe, der Handel sowie die Forstwirtschaft. Allerdings Pendeln viele Berufstätige auch zur Arbeit nach Vancouver.
Das Durchschnittseinkommen (Median Income) der Beschäftigten aus Gibsons lag im Jahr 2005 bei überdurchschnittlichen 26.038 C $, während es zur selben Zeit im Durchschnitt der gesamten Provinz British Columbia 24.867 C $ betrug. Der Einkommensunterschied zwischen Männern (34.333 C $) und Frauen (19.474 C $) liegt in Gibsons deutlich über dem Provinzdurchschnitt (⌀ - Männer = 31.598 C $, ⌀ - Frauen = 19.997 C $).

## Klima
Durchschnittlich fällt 1369,1 mm Niederschlag pro Jahr. Davon fällt mehr als 95 % als Regen und weniger als 5 % als Schnee. Der August ist dabei der trockenste und der November der feuchteste Monat des Jahres. Im Juli und August schwankt die Durchschnittstemperatur in der Regel zwischen 13 und 21 °C, im Dezember und Januar zwischen 1 und 6 °C. Die höchste gemessene Temperatur der letzten Jahrzehnte betrug 31,0 °C und die niedrigste −12,0 °C.

## Verkehr
Gibsons Lage ist verkehrstechnisch problematisch, da die Kleinstadt auf einer Halbinsel liegt und diese nur mit der Fähre und nicht auf öffentlichen Straßen erreicht werden kann. Die Stadt liegt, als Nord-Süd-Verbindung, am Highway 101. Der Highway endet in der an Gibsons angrenzenden Ansiedlung Langdale am Langdale Ferry Terminal der BC Ferries. Für den Regionaldistrikt Sunshine Coast stellt die Fährverbindung von hier nach Vancouver die einzige Verbindung zum Festland da.
Die Kleinstadt ist nicht an das Eisenbahnnetz angeschlossen und hat auch keinen Flughafen.
Öffentlicher Personennahverkehr wird durch das „Sunshine Coast Transit System“ angeboten, welches von BC Transit in Kooperation betrieben wird. Das System bietet unter anderem auch eine Regionalverbindung welche Gibsons Richtung Süden mit dem Langdale Ferry Terminal und Richtung Norden mit Sechelt verbindet.

## Persönlichkeiten mit Bezug zu Gibsons
- Don S. Davis (1942–2008), US-amerikanischer Schauspieler, lebte und verstarb in Gibsons
- Ulrich Schaffer (* 1942), deutscher Schriftsteller und Fotograf, lebt seit 1997 in Gibsons

## Trivia
In Kanada ist die Gemeinde dadurch bekannt, dass hier und in der Umgebung die Dreharbeiten für die kanadische Fernsehserie Strandpiraten erfolgten.